# Moncé-en-Saosnois
 Moncé-en-Saosnois  es una población y comuna francesa, situada en la región de Países del Loira, departamento de Sarthe, en el distrito de Mamers y cantón de Marolles-les-Braults.

## Demografía
| 419 | 370 | 263 | 234 | 220 | 236 |
| Para los censos de 1962 a 1999 la población legal corresponde a la población sin duplicidades (Fuente: INSEE [Consultar]) |     |     |     |     |     |